# 無名草子
『無名草子』（むみょうぞうし）は、鎌倉時代初期の評論。女性の立場から述べる王朝物語で、日本の散文作品に対する文芸評論書としては最古のものである。

## 概要
書名『無名草子』は後代の命名で、原本の表題は不明。『無名物語』、『建久物語』などの異名がある。また、『八雲御抄』が言及する『尼の草子』や、伴直方『物藷書目備考』に見える『最勝光院通夜物語』も、本書を指している可能性がある。
作者は、通説では藤原俊成女（越部禅尼）とされ、1196年（建久7年）から1202年（建仁2年）頃の成立であると推定されている。作者に擬せられたことのある人物は、この他に、藤原俊成、式子内親王らがある。また、俊成女が後年出家して嵯峨に隠棲してからの作とする見方もある。
若くして皇嘉門院の母北政所に仕えた八十三歳の老尼と、東山の麓に住む若い女房たち。の対話形式をとり、「序」「物語批評」「歌集批評」「女性批評」の四部からなる。
- 序は、作品全体の1割を占める長大な導入部で、老尼が東山の閑居を発って長い道のりをあてもなく歩き、途中で寺院[※ 3]に参拝し、やがて檜皮屋を見つけてそこに居た女房達と言葉を交わす。この「序」の構造を作品世界の象徴とする見方もある[5]。
- 物語批評では『源氏物語』の各巻や登場人物、印象的な場面に関する短評を先頭に、『狭衣物語』『夜半の寝覚』『みつの浜松（浜松中納言物語）』『とりかへばや物語』ら中古の作り物語についての議論を交わす。本書における「さても この源氏作りいでたることこそ 思へど思へど この世ひとつならず めづらかにおぼゆれ」の評言は広く知られた。
- 歌集批評は、『伊勢物語』『大和物語』などの歌物語に始まり、『万葉集』以下、勅撰七代集[※ 4]・私撰集・歌合の類に触れる。
- 最後の女性批評は、清少納言・紫式部・和泉式部・小式部内侍・大和宣旨・小侍従ら宮廷の花を語るが、中でも作者が賛美したかったのは、伊勢の御・大斎院・中宮定子・小野の皇太后宮の四人であったらしい。各人物のエピソードには、『古本説話集』からの参照が多く見られる[6]。そして男性論は『大鏡』の類に任せるとして、筆を置く。

無名草子は散逸物語の研究資料としてのみならず、中世初期における人々の中古文学享受史が窺える貴重な作品である。

## 伝本
- 彰考館文庫 『建久物語』
建武二年奥書、津守国冬奥書。
- 天理図書館蔵藤井乙男旧蔵本 『無名物語』
建武二年奥書、康永二年奥書、正平廿一年奥書、永正五年津守則棟奥書。
- 群書類従本、無窮会図書館本（群書類従本転写本）（奥書に『無名草子』）

## 注解刊行
- 桑原博史校注『無名草子』（新潮日本古典集成）新潮社 1976年12月ISBN 4106203073
初心者向きの平易な頭注を持つ。
- 『無名草子―注釈と資料』 和泉書院 ISBN 4757602472

その他、『日本思想大系　古代中世芸術論』・角川文庫にも注釈つきの本がある。